# Aagaard-Gletscher
Der Aagaard-Gletscher (in Chile Glaciar Aldarete) ist ein rund 13 km langer Gletscher an der Foyn-Küste des Grahamlands auf der Antarktischen Halbinsel. Er fließt östlich des Gould-Gletschers in südlicher Richtung zum Mill Inlet. 
Erste Luftaufnahmen vom Gletscher gelangen während der Ronne Antarctic Research Expedition (1947–1948). Kartografisch erfasst wurde das Gebiet durch den Falkland Islands Dependencies Survey (FIDS), der den Eisstrom nach dem norwegischen Antarktis-Historiker Bjarne Aagaard (1873–1956) benannte, einer Autorität des norwegischen Walfangs in der Antarktis. Namensgeber der chilenischen Benennung ist der spanische Konquistador Jerónimo de Alderete (1519–1556), dritter Gouverneur der in der Real cédula unter Kaiser Karl V. genannten Regiones Antárticas.